# Siard Falco
Siard Falco OPraem (15. listopadu 1628 Litomyšl – 15. listopadu 1677 Želiv) byl premonstrátský řeholní kanovník a opat kláštera v Želivě.

## Stručný životopis
Po studiích u premonstrátů v Jihlavě, roku 1648 vstoupil do želivské kanonie, kde roku 1650 složil slavné sliby. Roku 1652 byl vysvěcen na kněze, v letech 1658–1659 byl jmenován želivským převorem, pak působil jako farář ve Vojslavicích. V kanonické volbě 30. října 1661 byl zvolen želivským opatem, ale strahovský opat Vincenc Makarius Frank jeho volbu neuznal a snažil se prosadit svého kandidáta. Po ročním kanonickém procesu byl Falco potvrzen jako opat, ale další spory s Frankem vedly k tomu, že benedikován byl až 12. července 1665.
Siard Falco obnovil řeholní kázeň ve svém klášteře a upevnil jeho hospodářské zázemí.